# Пиетро Фарнезе
Пиетро Фарнезе (на италиански: Pietro Farnese; * 20 април 1639, Пиаченца, Херцогство Парма и Пиаченца; † 4 март 1677, Парма, пак там) е италиански аристократ, господар на Пене, Леонеса, Читадукале и Ортона.

## Произход
Той е най-малкото дете на Одоардо I Фарнезе (* 1612, † 1646), херцог на Парма и Пиаченца, и на съпругата му Маргарита де Медичи (* 1612, † 1679). Има четирима братя и три сестри:
- Катерина (* 1629, † 1629)
- Ранучо II (* 1630; † 1694), херцог на Парма и Пиаченца от 1646, съпруг на Маргарита Виоланта Савойска, Изабела д’Есте и Мария д’Есте
- Алесандро (* 1635; † 1689,), управител на Хабсбургска Нидерландия
- Орацио (* 1636, † 1656), генерал на Венецианските рицари, неженен
- Мария Катерина (* 1637, † 1684), монахиня
- Мария Магдалена (* 1638, † 1693), неомъжена
- Отавио Франческо (*/† 1641)

## Биография
След смъртта на баща си през 1646 г. най-големият му син Ранучо II Фарнезе става херцог. Братята Алесандро и Орацио са генерали; сестра му Катерина полага своите обети в градския манастир на босите кармелитки.
През 1668 г. Пиетро става владетел на Пене, Леонеса, Читадукале и Ортона – владения, които са му предоставени до смъртта му.
Докато първите три са зестрата, която Карл V дава през 1522 г. на дъщеря си Маргарита, съпруга на Отавио Фарнезе, то феодът Ортона е сред имотите на семейство Фарнезе, тъй като през 1582 г. е закупен от херцогиня Маргарита Австрийска, частично унищожен от сарацинските нашествия през XVI век.

## Брак и потомство
Пиетро Фарнезе никога не се жени и няма известни деца. 